# カセセ県

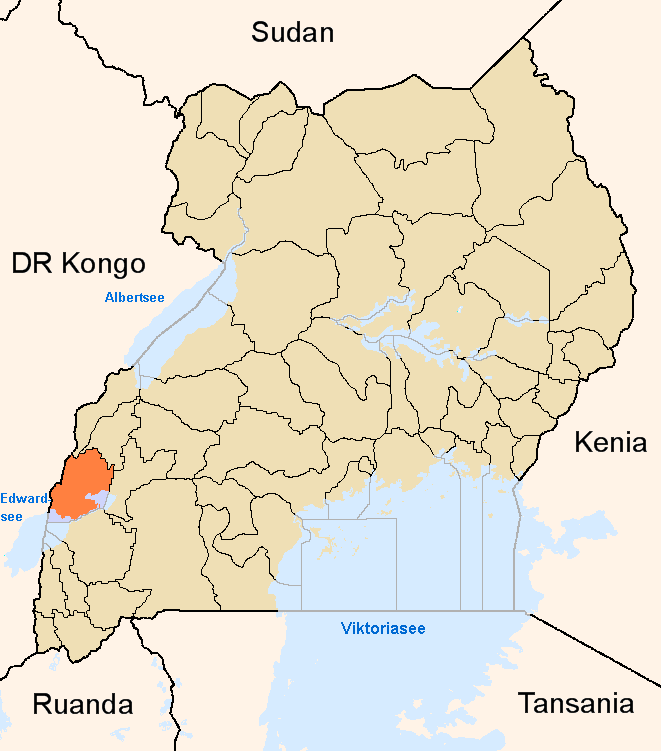
カセセ県と2001年から2005年の県境

カセセ県 (カセセけん、Kasese District) はウガンダ西部、トロ王国南西部、ルウェンズルル王国南部の県。

## 概要
ルウェンゾリ山地の南東、エドワード湖とドゥウェル湖（ジョージ湖）の北に位置し、面積は 2,724 km²で、南西にブコンゾ郡、東部にブソンゴラ郡の2つの郡にブコンゾに10、ブソンゴラにカセセ、カトウェ＝カバトロ、ヒマの3TCを含め12の計22副郡と113の教区、656の村が置かれている。キレンベには銅山があり、ウガンダ鉄道がカセセまで敷かれた。現在ではコバルトが採掘されている。住民の多くは家畜を伴った農民である。2002年の国勢調査人口は 523,033人。知事に相当する第5地域議会 (LC5) 議長はジュリアス・キタゲンダ。

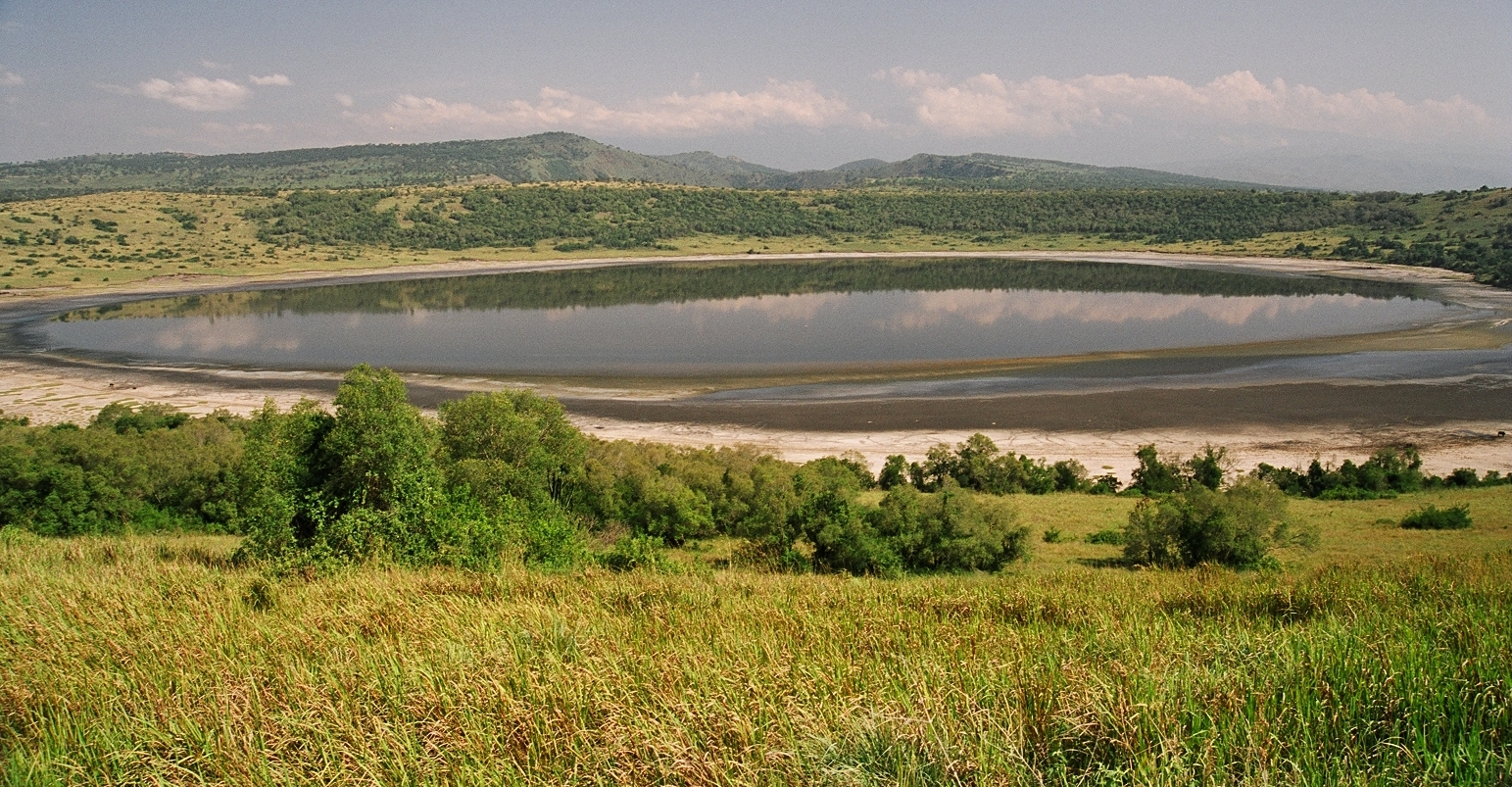
火口湖の1つ

ブソンゴラ郡南部にはカトウェ＝キコンゴロの火口湖群があり、北部はルウェンゾリ山地国立公園、南部はクイーン・エリザベス国立公園に指定されている。

## 隣接する県
北にブンディブギョ県、北東にカバロレ県、東にカムウェンゲ県、南東にカジンガ水路を挟み、アンコーレ王国のブシェニ県、エドワード湖の南にキゲジのルクンギリ県、カヌング県、西にコンゴ民主共和国の北キヴ州と接する。

## 交通
フォート・ポータルからの幹線道がヒマ、カセセを通りキコロンゴでコンゴ方面、ントゥンガモ方面に分岐している。カセセの東にカセセ空港がある。